# Église Saint-Étienne de Nantes
L'église Saint-Étienne de Nantes est située à Nantes dans le département de Loire-Atlantique en France.
Elle est située à l'ouest de la ville, dans le quartier Bellevue - Chantenay - Sainte-Anne, square des Rossignols. Elle appartient à la paroisse Saint-Yves.

## Architecture
Elle est construite dans un style moderne, en béton armé, en partie brut et en partie peint en blanc, par les architectes Luc et Xavier Arsène-Henry. Le rez-de-chaussée est en retrait, tandis que le niveau supérieur, plus grand, arbore des fenêtres verticales entourées de fins mais profonds poteaux verticaux de béton brut. Elle n'affiche aucun signe religieux extérieur, si ce n'est une discrète croix se perdant dans ces motifs verticaux.

## Intérieur
Son organisation intérieure est très originale : l'assemblée est divisée en deux gradins, séparés par une grande estrade, contenant le chœur côté sud où est célébrée l'eucharistie, et une sorte de deuxième chœur côté nord, où ont lieu les lectures. L'intérieur était initialement tout aussi dépouillé et sobre que la façade, avec des murs en béton brut et des sièges gris en plastique, mais les murs ont depuis été recouverts de lambris, les sièges remplacés par de nouveaux en bois et des vitraux colorés ont été installés.